# Slepilo (sura)
Slepilo (arabsko At-Taghabun) je 64. sura (poglavje) v Koranu, ki jo sestavlja 18 ajatov (verzov). Je medinska sura.
Med opravljanjem molitve (salata oz. namaza) pri tej suri verniki opravijo 2 ruku'ja (priklona).